# Krzysztof Heller
Krzysztof Jan Heller (ur. 6 listopada 1960 w Krakowie) – polski fizyk, polityk, podsekretarz stanu w Ministerstwie Infrastruktury w rządzie Leszka Millera, jeden z pionierów budowy Internetu w Polsce, menedżer.

## Życiorys
Po maturze w 1978 roku w II Liceum Ogólnokształcącym im. Króla Jana III Sobieskiego w Krakowie ukończył z wyróżnieniem studia magisterskie na Wydziale Fizyki Uniwersytetu Jagiellońskiego, a następnie, w 1988 roku obronił tamże doktorat z fizyki teoretycznej, na temat komputerowego modelowania zjawisk w świecie cząstek elementarnych. W czasie studiów należał do NZS.
W latach 1984–1993 pracował jako adiunkt w Instytucie Informatyki Uniwersytetu Jagiellońskiego, w tym czasie (w latach 1988–1990) odbył staż w Międzynarodowym Centrum Fizyki Teoretycznej w Trieście.
Od 1993 roku pracował w firmach informatycznych i telekomunikacyjnych: jako kolejno starszy konsultant w Terence Chapman Associates Poland w Warszawie (1993–1994), dyrektor w Qumak International w Krakowie (1994–1996), dyrektor w Netia Telekom SA w Warszawie (1996–1997), dyrektor w Polskiej Telefonii Cyfrowej SA (1997–2000), dyrektor w Elektrimie SA w Warszawie, prezes El Net SA (2001).
W okresie od listopada 2001 roku do lipca 2003 roku pełnił funkcję podsekretarza stanu w Ministerstwie Infrastruktury w rządzie Leszka Millera. W lipcu 2003 roku ustąpił ze stanowiska w związku z podejrzeniami o udział w aferze Stella Maris. Za udział w tej sprawie został w lipcu 2011 roku skazany wyrokiem I instancji na karę 1 roku i 6 miesięcy pozbawienia wolności z warunkowym zawieszeniem jej wykonania na okres 3 lat próby oraz kary grzywny – 100 stawek dziennych, po 200 złotych każda stawka. Wyrok nie jest prawomocny.
Od 2004 roku jest współwłaścicielem firmy doradczej InfoStrategia, którą prowadzi wraz z Andrzejem Szczerbą.

## Odznaczenia
14 września 2001 roku minister Barbara Labuda wręczyła Krzysztofowi Hellerowi w imieniu Prezydenta RP Aleksandra Kwaśniewskiego Brązowy Krzyż Zasługi, jako zasłużonemu we wprowadzeniu i upowszechnianiu Internetu w Polsce, „za zasługi we wdrażaniu nowych technologii informatycznych”.

## Życie prywatne
Krzysztof Heller jest żonaty i ma 2 dzieci.